# 1956年メルボルンオリンピックのパキスタン選手団
1956年メルボルンオリンピックのパキスタン選手団（1956ねんメルボルンオリンピックのパキスタンせんしゅだん）は、1956年11月22日から12月8日にかけてオーストラリアのメルボルンで開催された1956年メルボルンオリンピックのパキスタン選手団、およびその競技結果。

## メダル
男子フィールドホッケーで銀メダルを獲得した。これはパキスタン初のメダルとなった。